# Šabtaj Šeftl Horowitz mladší
Šabtaj Šeftl ben Ješaja Halevi Horowitz, či též Šabtaj Šeftl Horowitz mladší (hebrejsky שבתי הורוויץ‎; kolem roku 1590, Ostroh, Volyň nebo Lvov – 9. nebo 12. dubna 1660 Vídeň) byl rabín a talmudista.

## Život
Byl synem kabalisty Izajáše Horowitze. V 18 letech se oženil s dcerou zámožného a vzdělaného Moše Charifa z Lublinu nebo ze Lvova . Jeho druhou ženou byla Fajgl, dcera krakovského rabína Moše ha-Levi Joliše.
Se svým otcem zřejmě odešel do Prahy, kde studoval u rabiho Šlomo Efrajima Lunčice. Od roku 1621 zde působil jako kazatel, o šest let později nastoupil jako rabín v bavorském Fürthu a kolem roku 1632 byl povolán do Frankfurtu nad Mohanem. V roce 1643 odchází do Poznaně a nakonec kolem roku 1650 do Vídně.
Horowitz sepsal dodatky k Emek beracha svého děda Abraháma (poprvé vyšlo tiskem v Amsterdamu v roce 1729), dodatky k modlitební knize svého otce a pojednání o etice víry pod názvem Vavej ha-amudim. Toto dílo skromně označil jako úvod k váženému spisu svého otce Šnej luchot ha-brit (Dvě desky smlouvy), s nímž je zpravidla otiskováno jako dovětek.
Je také autorem etické závěti (Cava'a, Frankfurt nad Odrou, sine datum; Frankfurt nad Mohanem, 1691; časté dotisky). Kromě několika velice laskavých ponaučení v něm nabádá k přísnosti v rituální praxi a v kabalistické nauce.
Šabtaj Horowitz sepsal také několik modliteb, zejména selichu pro 20. sivan.